# 豊明インターチェンジ
豊明インターチェンジ（とよあけインターチェンジ）は、愛知県豊明市にある伊勢湾岸自動車道と国道23号名四バイパス（名四国道）・知立バイパスのインターチェンジ (IC)である。

## 名四バイパス・知立バイパス「豊明インターチェンジ」
北緯35度2分26.19秒 東経137度0分1.83秒 / 北緯35.0406083度 東経137.0005083度

### 概要

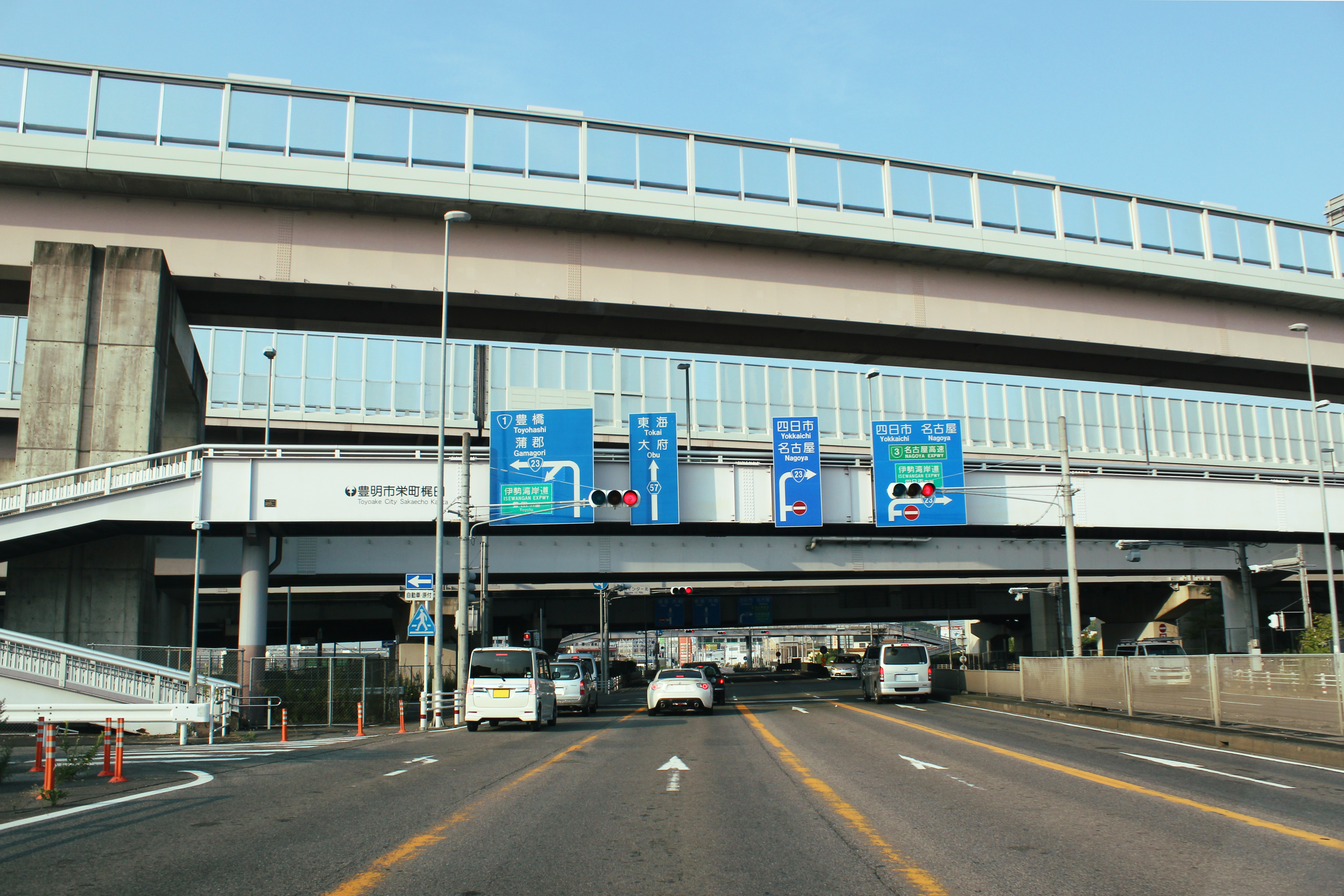
豊明インター北交差点を北側（豊明市街方向）から望む。県道57号と接続する。国道23号本線とは立体交差、その直上は伊勢湾岸自動車道の四日市方面からの出口ランプウェイ。

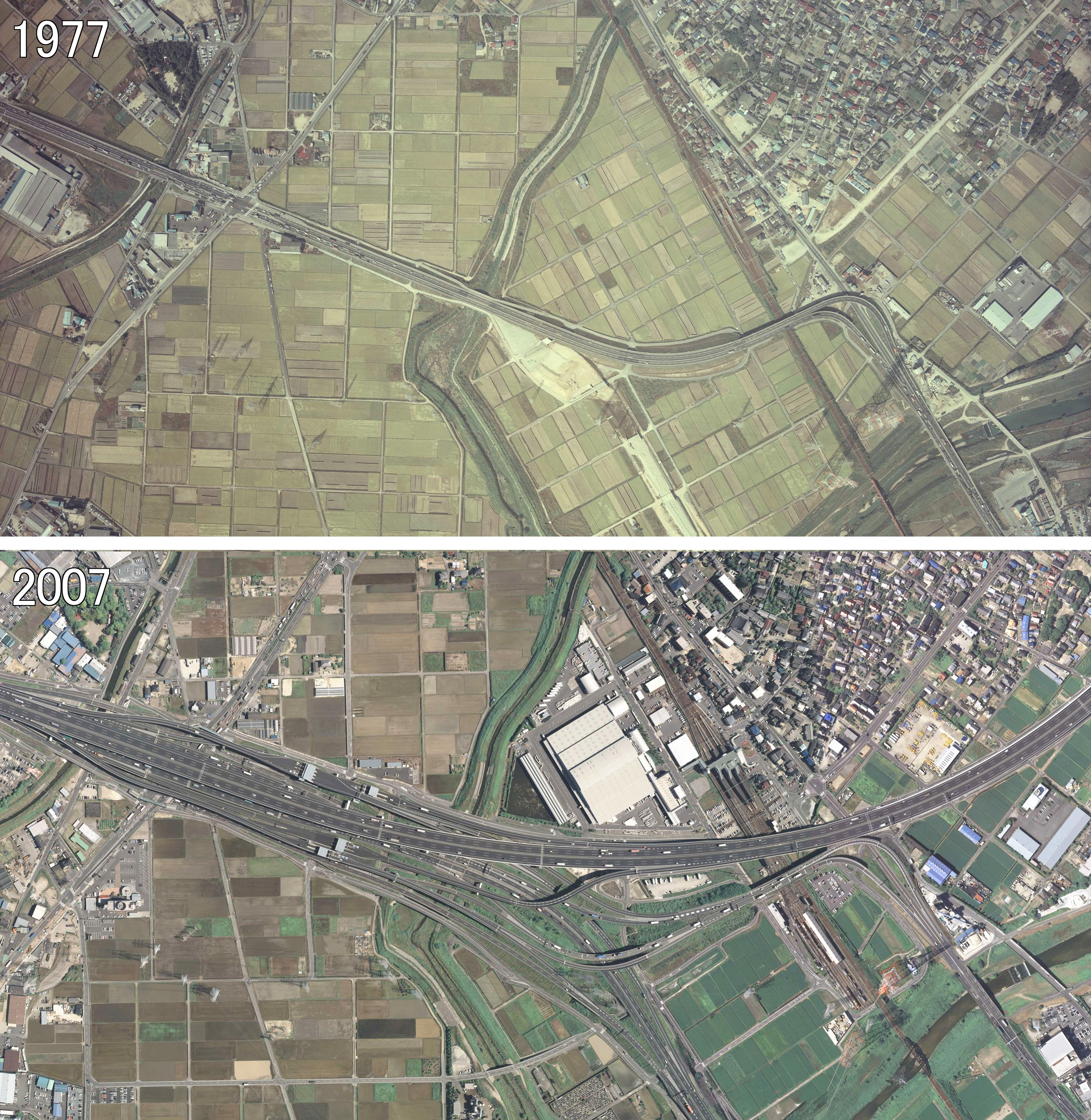
豊明IC付近の1977年と2007年の比較。画面左側が県道57号との交差点で、1977年当時は平面交差であった。1977年当時、知立バイパスは工事中で、付近は伊勢湾岸自動車道開通以後の状況と比較するとシンプルであった。
画像：『国土交通省「国土画像情報（カラー空中写真）」（配布元：国土地理院地図・空中写真閲覧サービス）』

豊明市の南端に位置し、愛知県道57号瀬戸大府東海線（以下、県道57号と記述）および伊勢湾岸自動車道豊明ICとも接続している。
ICの構造は本線と側道に大別できる。本線は県道57号交差点と接続することなく立体交差で通過する。側道は愛知県道57号と連絡するほか、県道57号との連絡を前提とした伊勢湾岸自動車道豊田方面への入口と同方面からの出口が連絡する。知立方面からの国道23号（知立バイパス）は同じく側道にて伊勢湾岸自動車道四日市方面入口に連絡する。ただし、県道57号から四日市方面へのランプを経由して伊勢湾岸自動車道豊明IC四日市方面入口に向かうことは不可能で、この場合は伊勢湾岸自動車道名古屋南ICを利用する。逆も同様で、伊勢湾岸道四日市方面からの出口は県道57号とは接続しないが、これについては伊勢湾岸自動車道「豊明インターチェンジ」節で後述する。
国道1号はこのICを境に名古屋方面は中汐田交差点まで2車線、知立方面は4車線となる（岡崎方面から来た場合、左画像のように左側の車線がそのまま国道23号方面へ分岐し右側の車線が国道1号となる）。

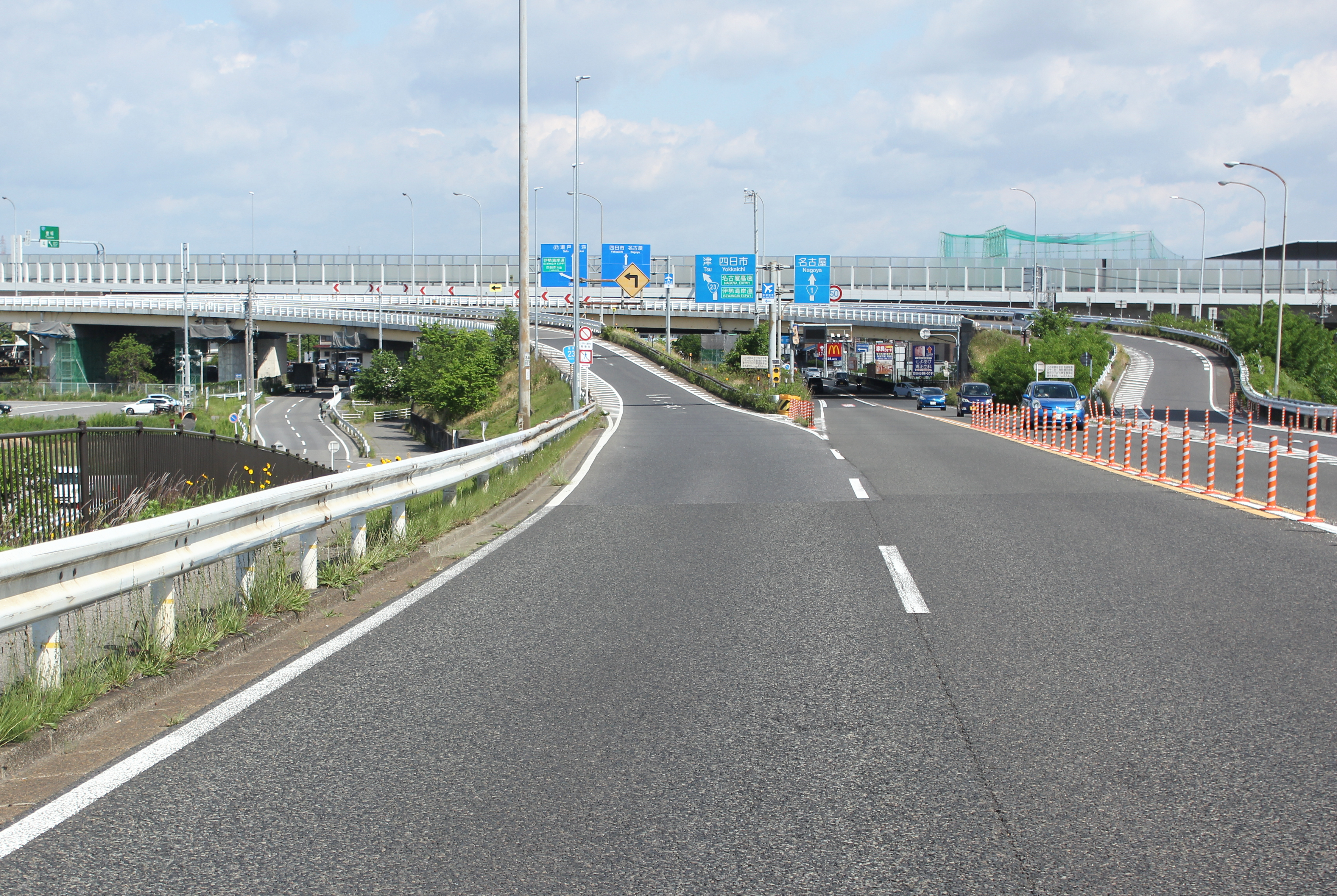
国道23号（名四国道起点）と国道1号の分岐路（伊勢湾岸自動車道を奥に望む）
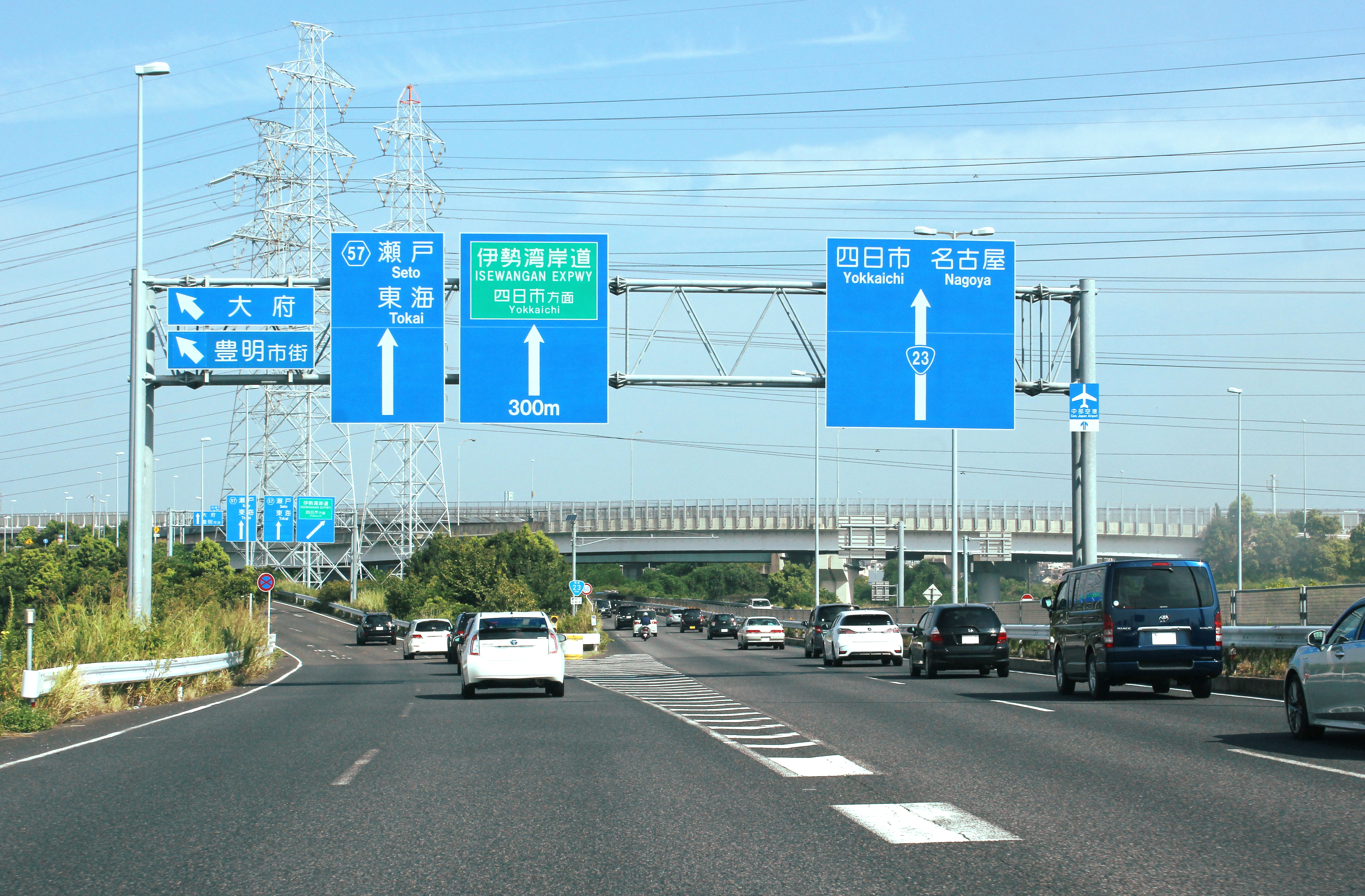
ICでは本線と側道に分かれ、側道で県道57号と伊勢湾岸道への出入を行う。
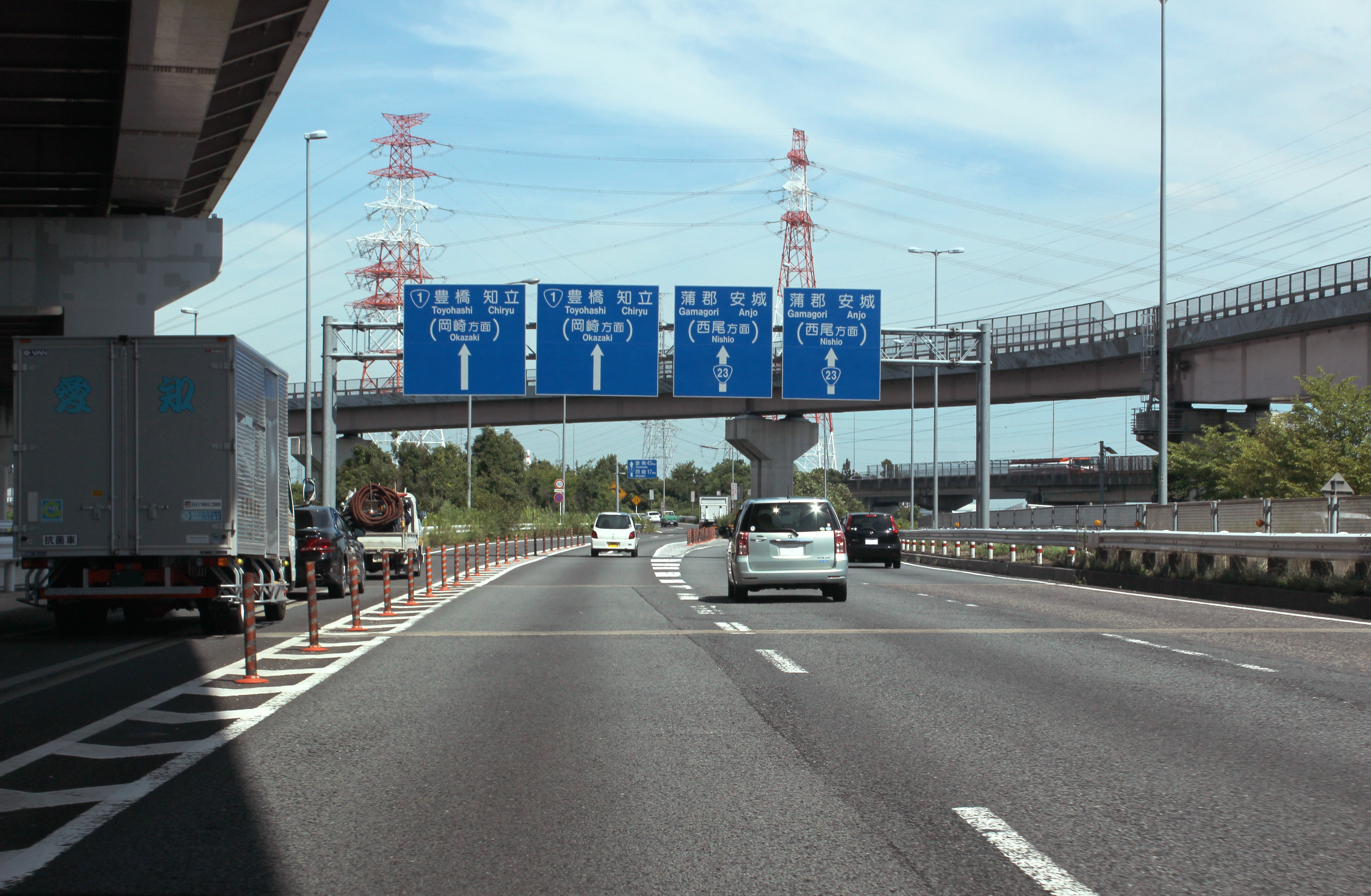
名四国道（中央）と知立バイパス（右）との分岐路（左より県道57号から連絡の側道が合流）

### 歴史
開設当初は県道57号とは平面交差とされたが、交通量増加により1980年代後半には一日6万台以上の通過交通をさばききれなくなって常時渋滞することとなった。これに伴って渋滞を避けて迂回した車が生活道路や農道を通過するに至り、地元住民や学童への危険が差し迫った。これを回避するべく豊明市は建設省に名四国道の立体交差化を陳情し、1986年度より調査開始、伊勢湾岸道路（第二東名高速道路）計画とも絡んで実施されるに至った。

#### 年表
- 1969年（昭和44年）11月20日：大府市から豊明市内の供用開始に伴い豊明IC開設[4]。
- 2001年（平成13年）11月18日：伊勢湾岸自動車道建設に先駆けて県道57号とは立体交差（ランプウェイを介して接続）となる[5]。

### 隣
名四国道（国道23号）
豊明IC - 北崎IC
知立バイパス（国道23号）
今川IC - 豊明IC

## 伊勢湾岸自動車道「豊明インターチェンジ」

### 概要
形状としては変則的なダイヤモンド形となっており、それぞれの出入口が国道23号に直結している。また、国道23号を介して県道57号とも接続するが、四日市JCT方面の出入口とは接続しない。理由は、高速道路と出入口を結ぶランプウェイが県道57号の直上を横断通過するためである。このため、当ICと四日市方面の連絡は国道23号知立方面、もしくは国道1号岡崎方面の交通に限定される。県道57号は豊明市街と豊明ICを連絡する道路であるため、県道57号と連絡できないことは豊明市街と伊勢湾岸自動車道四日市JCT方面との連絡が豊明IC経由では不可能であることを意味する。従って、県道57号と伊勢湾岸自動車道四日市方面の相互利用は名古屋南ICで流出入のうえ、名四国道経由の利用となる。このため豊明市は「三重方面からのお越しの場合に、伊勢湾岸自動車道豊明ICを利用すると豊明市街に出られません」と注意を喚起している。
四日市方面と県道57号が豊明ICによってアクセス出来ない理由として、地形上の問題や技術的に無理があることに加え、県道アクセスの予測交通量を勘案したことにもよるが、何よりも隣りの名古屋南IC（四日市方面のみアクセスのハーフセット）と豊明ICが2つで1つのインターチェンジとして考えられていたためである。よって上記の通り、県道アクセスは隣りの名古屋南ICが担うこととされている。
なお、国道1号名古屋方面から豊明ICへの出入りは両方向とも不可能で、この場合は大回りを余儀なくされる（2019年の都市計画道路桜ヶ丘沓掛線の開通により多少改善された）。

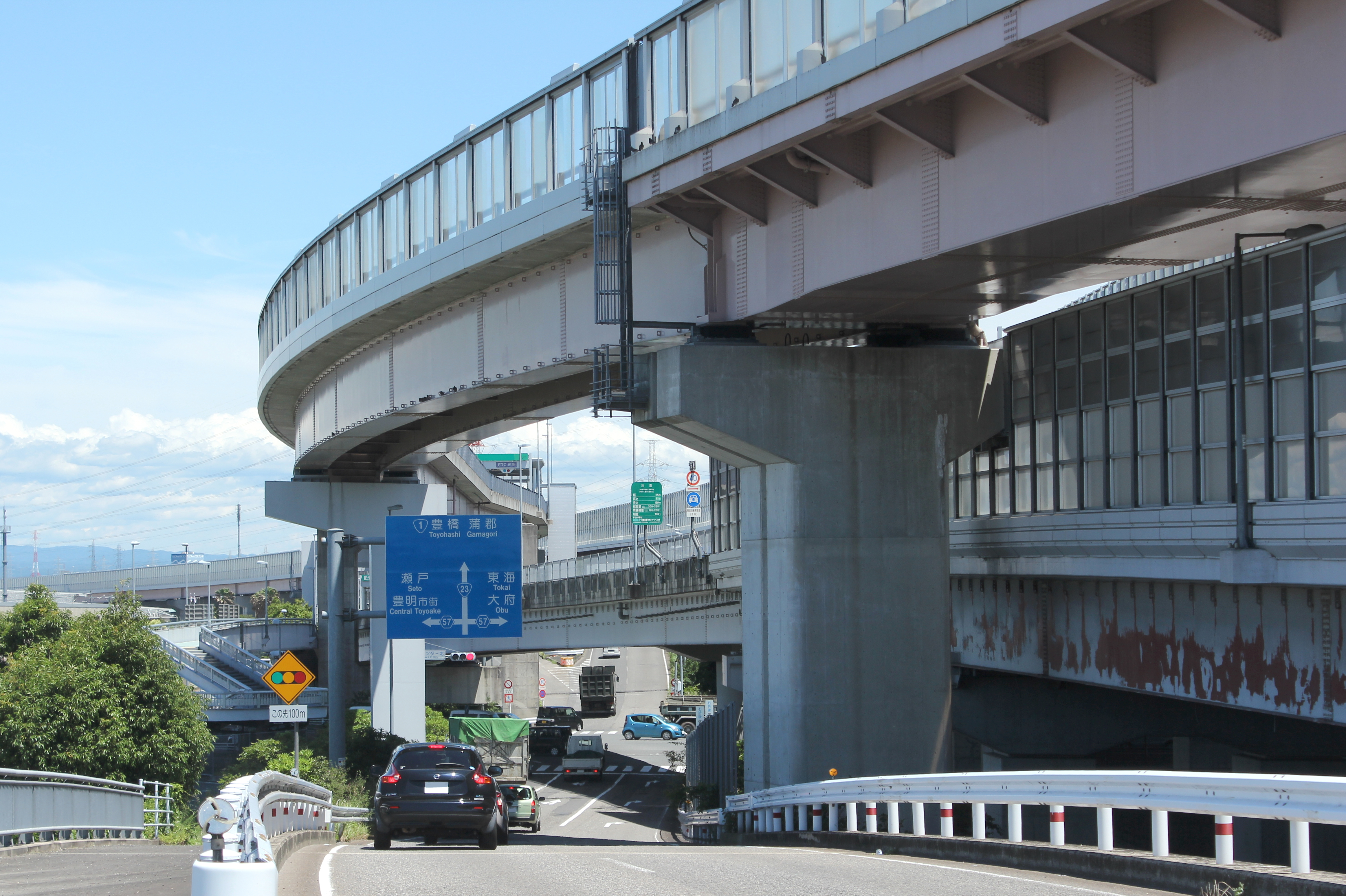
直上は上り線出口料金所へのランプ。ランプ直下で県道57号が直角交差しているため、伊勢湾岸自動車道の豊明IC経由で三重県方面から豊明市街へ連絡することは不可。
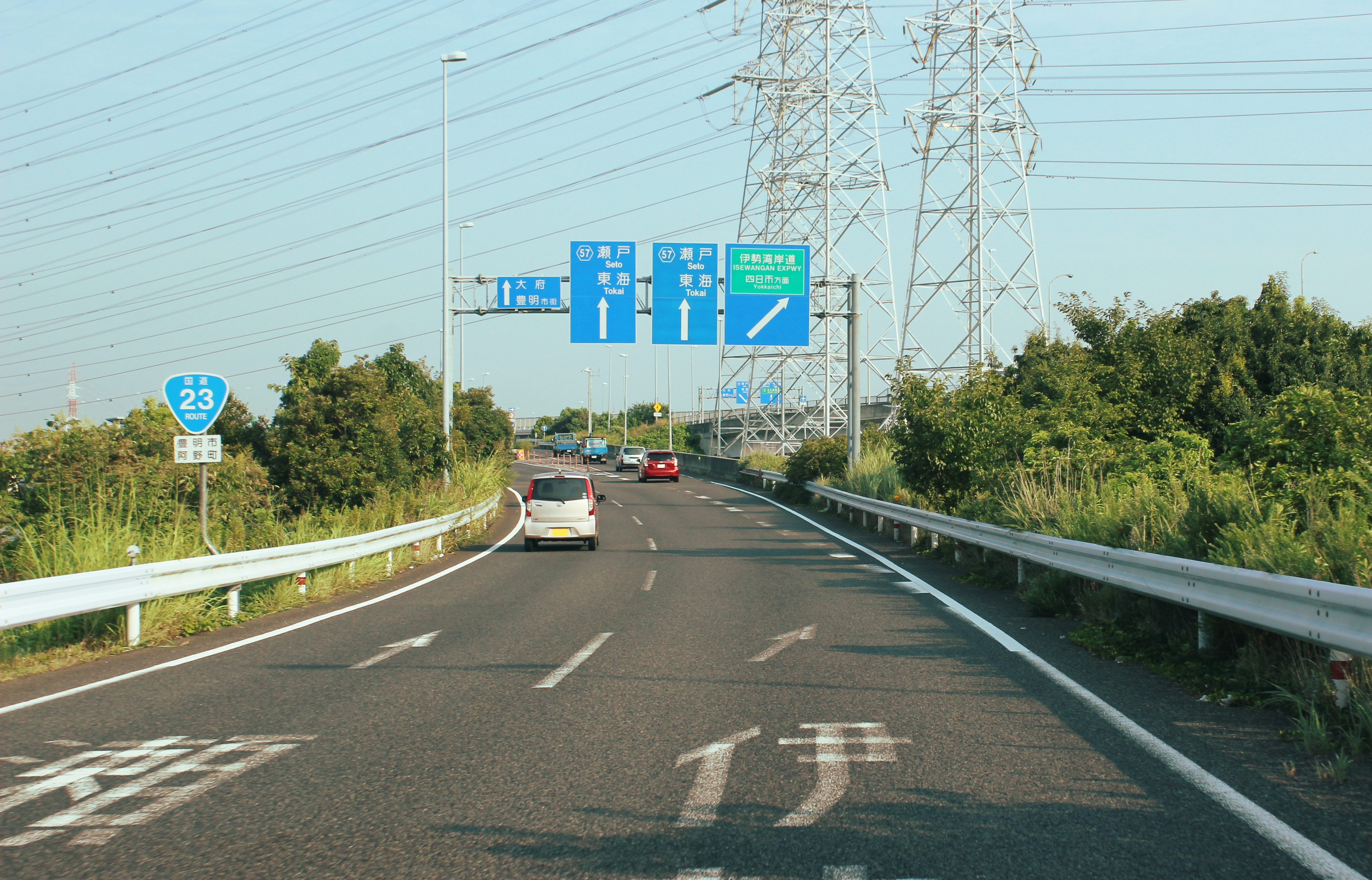
国道23号知立バイパス側の伊勢湾岸自動車道四日市方面入口への分岐路
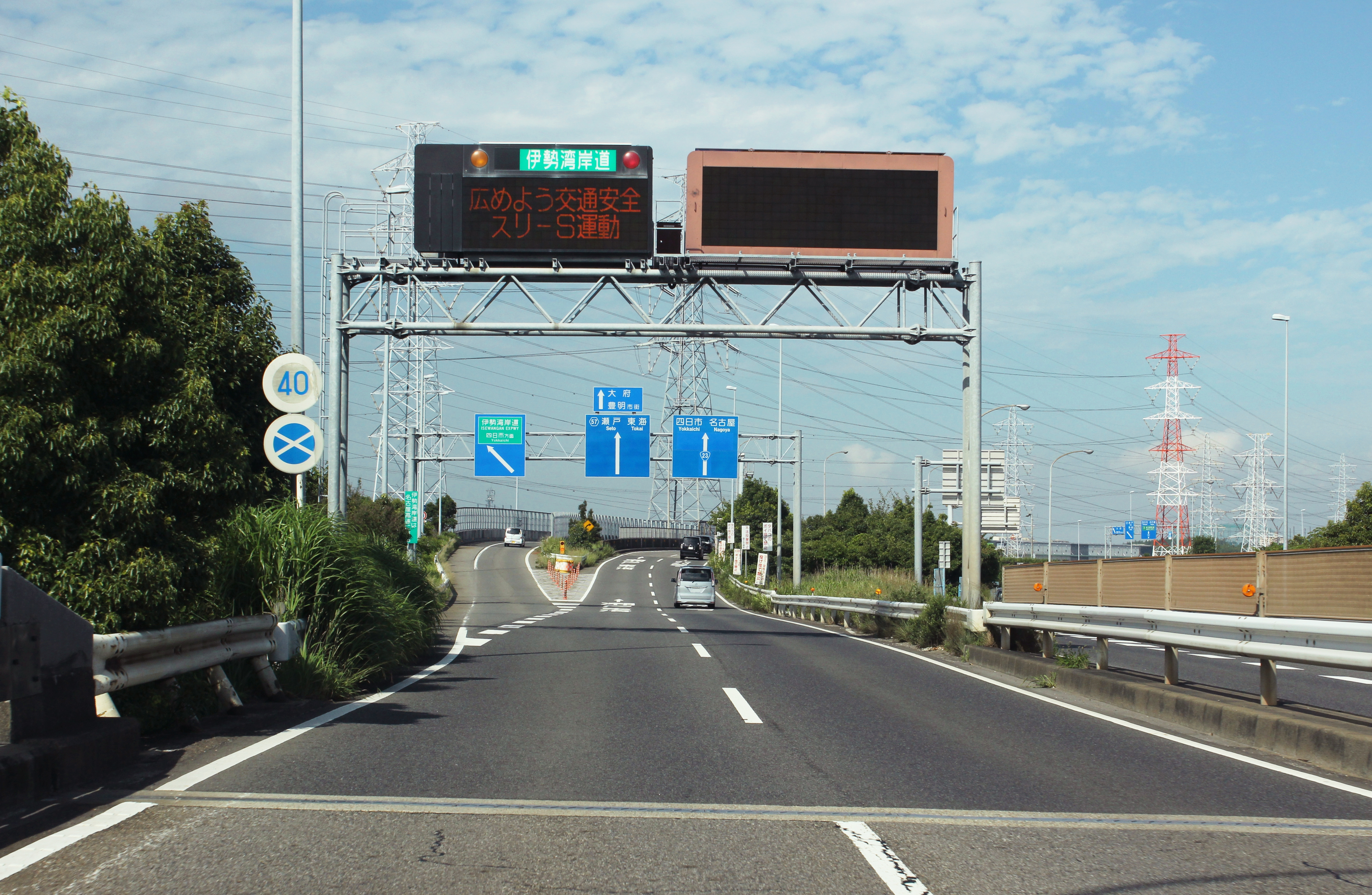
国道23号名四国道側の伊勢湾岸自動車道四日市方面入口への分岐路

### 歴史
- 2003年（平成15年）
  - 3月23日 : 名古屋南IC - 豊明IC間開通に伴い一部供用開始[10]。
  - 12月25日 : 豊明IC - 豊田南IC間開通に伴い完全供用開始[11]。

### 周辺
- 中京競馬場
- 名鉄名古屋本線 豊明駅・前後駅
  - 名古屋鉄道 犬山検査場豊明検車支区
- 愛知豊明花き地方卸売市場
- 星城中学校・高等学校
- 大府みどり公園

### 接続する道路
- 直接接続
  - 名四国道・知立バイパス（国道23号）[7]
- 間接接続
  - 国道1号岡崎方面（名四国道を介した間接接続）
  - 愛知県道57号瀬戸大府東海線（豊田方面との相互利用のみ接続）

### 料金所
レーン運用は、時間帯やメンテナンスなどの事情により変更される場合がある。

### 入口

#### 豊田方面
- レーン数：2[12]
  - ETC専用：1
  - ETC / 一般：1

#### 四日市方面
- レーン数：2[12]
  - ETC専用：1
  - 一般：1

### 出口

#### 豊田方面
- レーン数：3[12]
  - ETC専用：1
  - ETC/一般：1
  - 一般：1

#### 四日市方面
- レーン数：4[12]
  - ETC専用：1
  - 一般：3

### 隣
E1A 伊勢湾岸自動車道
(3) 豊田南IC - (3-1) 刈谷PA/SIC - (4) 豊明IC - (5) 名古屋南IC / JCT